# Buy U a Drank (Shawty Snappin’)
Buy U a Drank (Shawty Snappin') T-Pain amerikai R&B énekes 3. kislemeze (a második, Epiphany című albumáról az első).2007 február 20-án jelent meg.A számban Yung Joc énekli a rap részt.A szám 2007 márciusában debütált a Billboard Hot 100-on a 84. helyen, később a negyedik helyig jutott.2007 május 12-én jutott el az 1. helyig.
A hozzátartozó videóklipet 2007. április 9-én mutatta be az MTV.